# Pierre Chastellain (chanteur)
Pour les articles homonymes, voir Chastellain.
Pierre Chastellain, né en 1947, est un chanteur suisse.

## Biographie
- Études d'ingénieur en génie civil à l'École polytechnique fédérale de Lausanne
- 1969, école de recrue, il deviendra plus tard objecteur de conscience (procès en 1979)
- 1973-1982, chanteur, il représente la Suisse au Festival de Spa en Belgique, au Festival d'été de Québec et au Festival de Tabarka en Tunisie.
- 1982, abandon de la chanson, reprise de sa profession d'ingénieur
- 2008, retour à la chanson

## Discographie
- 4 disques 1973-1982
- Madame la chanson, 1980,
- Pavillon large, retour sur quelques plages, CD VDE-Gallo, 2008

## Livre
- Anne Catherine Menetrey, Pierre Chastellain, Jean-Claude Hennet et Alain Lenoir, Objection, votre Honneur ! : le procès Chastellain et l'objection de conscience en Suisse,  Éditions d'en bas / Centre Martin Luther King, 1979